# 국제 의학 입학 시험
국제 의학 입학 시험(International Medical Admissions Test, IMAT)은 일부 이탈리아 대학의 입학 절차의 일부로 사용되는 적성 시험이다. 이들 대학은 영어로 진행되는 학부 과정을 제공하며 이탈리아 이외 지역의 지원자에게도 열려 있다. 이 시험은 때때로 '이탈리아 의학 입학 시험'으로 잘못 언급되기도 했다.
이 시험은 이탈리아 교육, 대학 및 연구부(MIUR)가 영국 대학 입학 시험을 실시하는 캠브리지 평가 입학 시험과 함께 실시한다.

## 대학별 선발 인원
아래는 2024년 이탈리아 대학의 EU 및 비EU 학생에게 할당된 입학 정원이다.
|                                  | EU  | NON-EU |
| -------------------------------- | --- | ------ |
| 로마 라 사피엔차 대학교          | 45  | 13     |
| 밀라노 대학교                    | 55  | 15     |
| 파비아 대학교                    | 103 | 40     |
| 볼로냐 대학교                    | 97  | 20     |
| 파도바 대학교                    | 75  | 25     |
| 로마 토르 베르가타 대학교        | 40  | 15     |
| 토리노 대학교                    | 70  | 32     |
| 밀라노-비코카 대학교             | 30  | 18     |
| 나폴리 페데리코 2세 대학교       | 15  | 25     |
| 파르마 대학교                    | 75  | 45     |
| 메시나 대학교                    | 55  | 56     |
| 캄파니아 루이지 반비텔리 대학교  | 60  | 50     |
| 바리 대학교                      | 69  | 11     |
| 마르케 공과대학교                | 20  | 60     |
| 카타니아 대학교                  | 30  | 30     |
| 칼리아리 대학교                  | 80  | 20     |
| 시에나 대학교 (치의학)           | 23  | 12     |
| 로마 라 사피엔차 대학교 (치의학) | 19  | 6      |

## 형식과 시간
2023년 IMAT 형식은 다음과 같았다.
- 섹션 1: 독해 능력 및 일반 지식. 이 섹션은 문단의 주장을 이해하는 능력과 응시자의 일반 지식을 테스트한다(4개 문제).
- 섹션 2: 논리적 추론. 이 섹션은 응시자의 논리적 추론 능력을 테스트한다(5개 문제).
- 섹션 3, 4 및 5: 과학적 지식. 이 섹션은 응시자가 학교 과학에서 얻은 과학적 지식을 적용하는 능력을 테스트한다. 테스트하는 과학 분야는 생물학(23개 문제), 화학(15개 문제), 물리 및 수학(총 13개 문제)이다.

최근 응시자는 총 100분 동안 시험을 완료할 수 있었다(60개 문제). 모든 문제에는 5개의 선택지가 있었고 그 중 하나는 정답이었다. 정답은 1.5점, 빈 답은 0점, 오답은 최종 점수에서 0.4점을 차감했다.

## 같이 보기
- 밀라노 대학교 국제 의과 대학
- 밀라노-비코카 대학
- 교육, 대학 및 연구부 (MIUR)